# Lomographa polydamnaria
Lomographa polydamnaria là một loài bướm đêm trong họ Geometridae.